# Jean-Louis Petitot
Jean Petitot (parfois appelé Jean-Louis Petitot), né le 2 janvier 1653 à Blois et mort le 29 octobre 1702 à la Queue-en-Brie, est un portraitiste en parchemin, vélin ou émail.
Jean-Louis Petitot est le fils aîné des dix-sept enfants de Jean Petitot I et aussi son élève. Il part en 1695 compléter sa formation à Londres auprès de Samuel Cooper.
Il rentre en France en 1682. L’année suivante, il épouse Madeleine Bordier, fille de l’émailleur Jacques Bordier. Il peint de nombreux portraits sur parchemin ou vélin ainsi que des portraits à l’huile. Toutes ses miniatures sont perdues. Il ne subsiste de son œuvre que des émaux qui, bien que moins recherchés que ceux de son père, sont aussi d’une remarquable finesse.
Propriétaire de Maison Selle dit les Marmousets (commune de la Queue-en-Brie), il est enterré dans sa propriété, derrière les communs, « protestant ayant refusé d’abjurer l’erreur ».